# اسرار غیبی انجمن خواهرانه یایا (فیلم)
اسرار غیبی انجمن خواهرانه یایا (به انگلیسی: Divine Secrets of the Ya-Ya Sisterhood) فیلمی محصول سال ۲۰۰۲ و به کارگردانی کالی خوری است. در این فیلم بازیگرانی همچون ساندرا بولاک، الن برستین، فیونولا فلانگان، جیمز گارنر، اشلی جاد، شرلی نایت، انگوس مکفادین، مگی اسمیت، کیتلین واکس، دیوید لی اسمیت، ژاکلین مک‌کنزی، ماتیو ستل، چری جونز، دیوید راشی، جینا مک‌کی ایفای نقش کرده‌اند.